# Karl Leisner

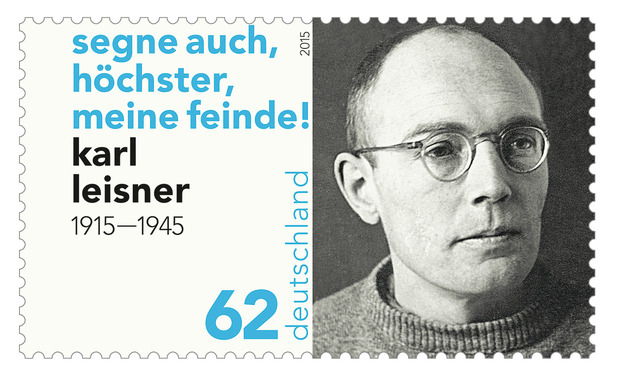
Briefmarke zum 100. Geburtstag von Karl Leisner

Karl Leisner (* 28. Februar 1915 in Rees; † 12. August 1945 in Krailling) ist ein als Seliger verehrter Märtyrer der katholischen Kirche, der an den Folgen seiner KZ-Haft starb.

## Leben
Karl Leisner wurde in Rees geboren und dort in der Pfarrkirche St. Mariä Himmelfahrt getauft. Er zog im sechsten Lebensjahr mit seiner Familie nach Kleve. Hier ging er zur Schule, begegnete dem Religionslehrer Walter Vinnenberg, der ihn mit den Ideen der katholischen Jugendbewegung vertraut machte, und machte 1934 sein Abitur. In der Zeit des Nationalsozialismus studierte er Theologie in Münster und baute dort verbotene Jugendgruppen auf, mit denen er heimlich in die Beneluxstaaten fuhr, um dort freie Lager zu veranstalten. Noch 1934 ernannte ihn der Bischof von Münster, Clemens August Graf von Galen, zum Diözesan-Jungscharführer. Beim Reichsarbeitsdienst organisierte er Messbesuche für sich und andere Arbeiter; die Gestapo durchsuchte seine Wohnung und seine Unterlagen.

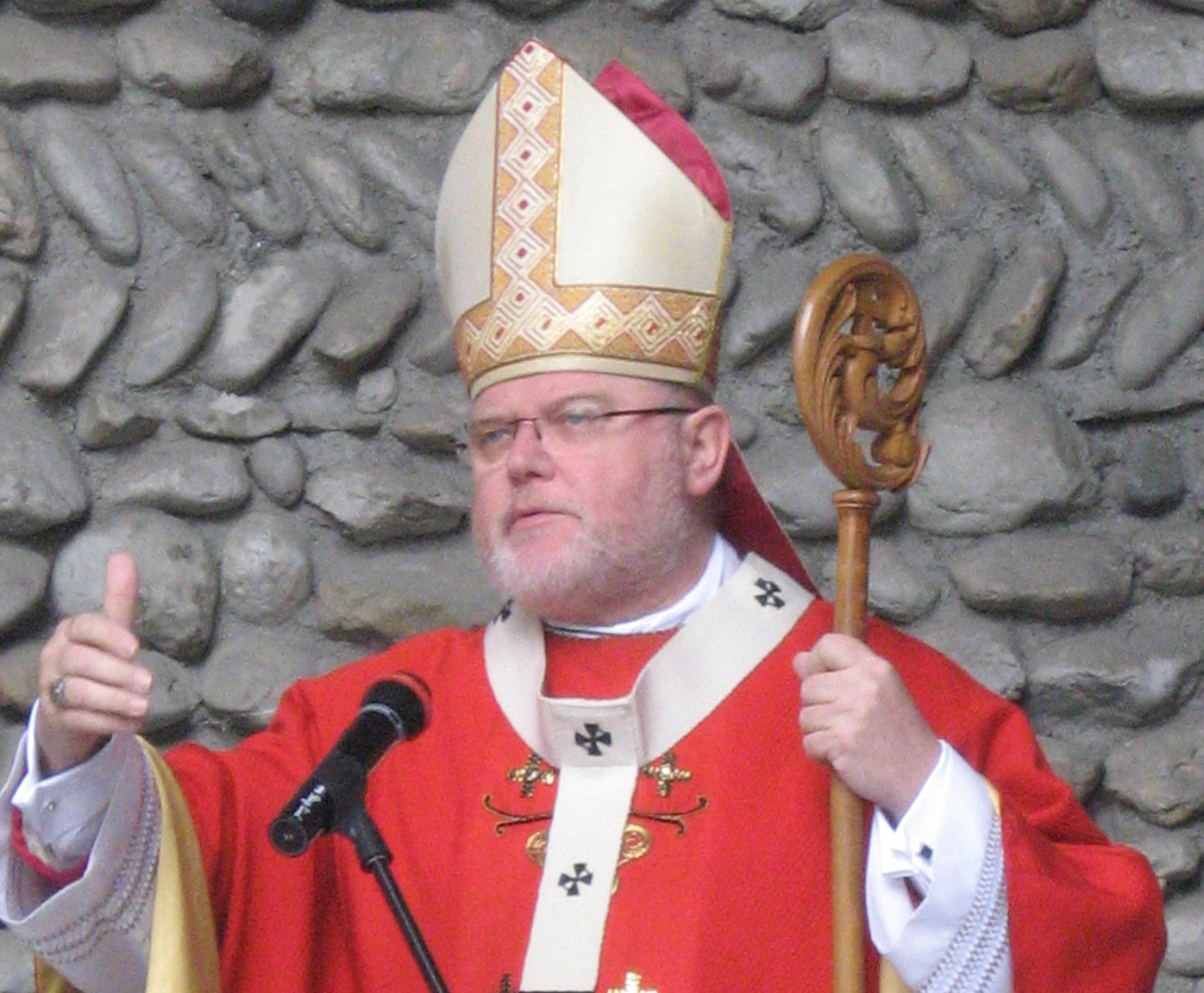
Der von Mithäftlingen geschnitzte Bischofsstab in der Hand von Erzbischof Marx

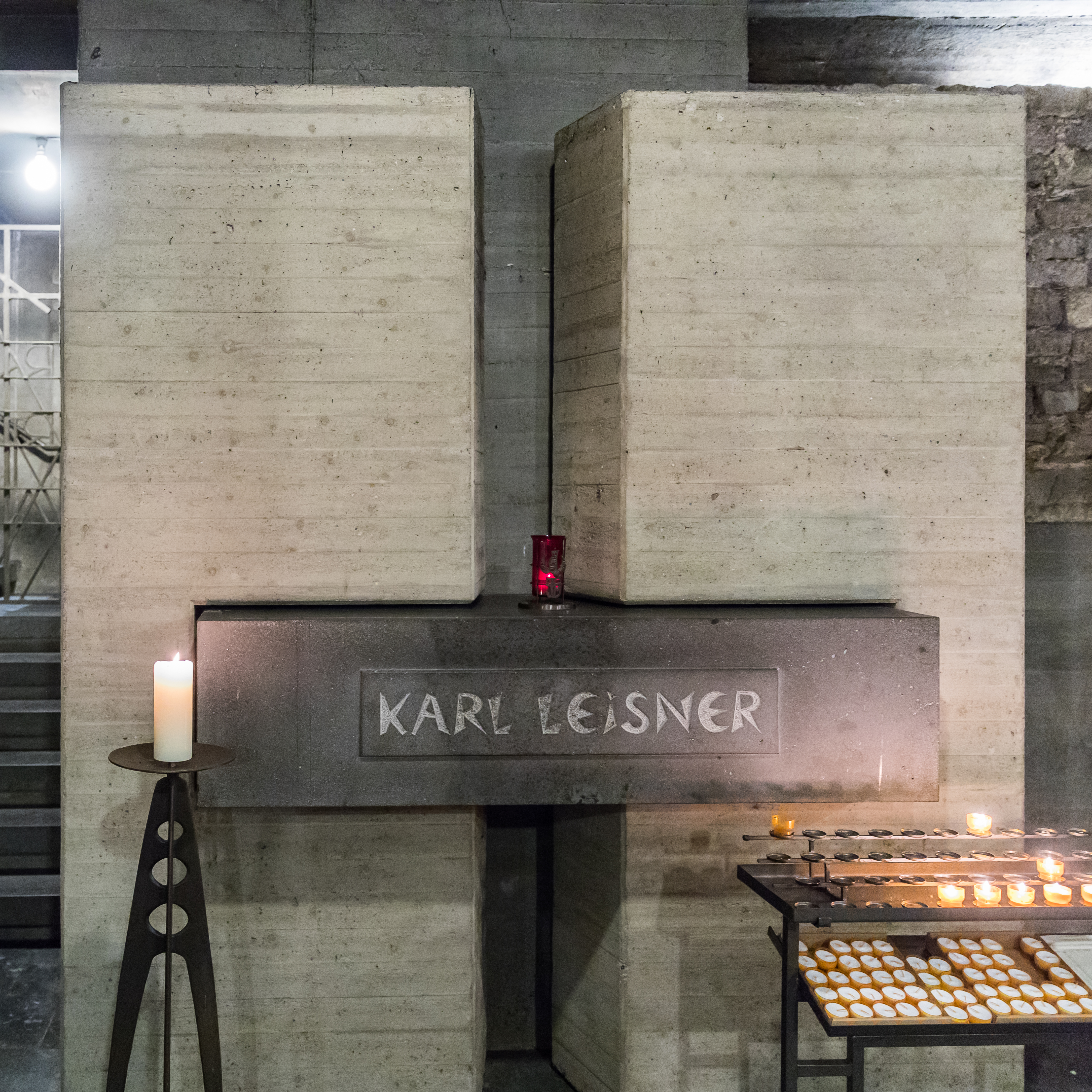
Grab von Karl Leisner in der Krypta von St. Viktor in Xanten

Am 25. März 1939 weihte Bischof Graf von Galen ihn zum Diakon. Während einer Heilkur im Fürstabt-Gerbert-Haus in St. Blasien wurde Leisner am 9. November 1939 wegen seiner Hitler-Kritik von der Gestapo verhaftet. Er kam in das Konzentrationslager Sachsenhausen. Am 14. Dezember 1940 wurde er ins Konzentrationslager Dachau (im Pfarrerblock dieses Konzentrationslagers waren die meisten geistlichen Häftlinge inhaftiert) eingeliefert. Dort war der Jesuitenpater Otto Pies sein geistlicher Begleiter, der auch seine heimliche Priesterweihe maßgeblich förderte. Am 17. Dezember 1944 weihte der ebenfalls in Dachau inhaftierte Bischof des französischen Bistums Clermont, Gabriel Piguet, mit Erlaubnis von Leisners Heimatbischof Graf von Galen den 29-Jährigen zum Priester, nachdem die unter dem Decknamen Mädi agierende Ordensfrau Josefa Mack die erforderlichen liturgischen Gegenstände in das Konzentrationslager eingeschmuggelt hatte. Der Benediktinerpater aus der Erzabtei St. Ottilien und spätere Trappist von Stift Engelszell Makarius Spitzig hatte im Vorfeld einen Bischofsstab geschnitzt. Leisner war der Einzige, der jemals in einem Konzentrationslager die Priesterweihe empfing. Seine Primizfeier am 26. Dezember 1944 blieb die einzige heilige Messe, die Leisner feierte. Der Altar, an dem Priesterweihe und Primiz stattfanden, befindet sich heute im Priester- und Bildungshaus Berg Moriah in Schönstatt. Der Primizkelch von Karl Leisner befindet sich in dessen Nachlass.
Bei der Befreiung des Konzentrationslagers Dachau am 29. April 1945 war Karl Leisner so krank, dass er ins Tuberkulose-Waldsanatorium Planegg bei München eingeliefert wurde. Wenige Monate später verstarb er an den Folgen seiner Krankheit.
Sein Grab befindet sich in der Krypta von St. Viktor in Xanten.

## Ehrungen

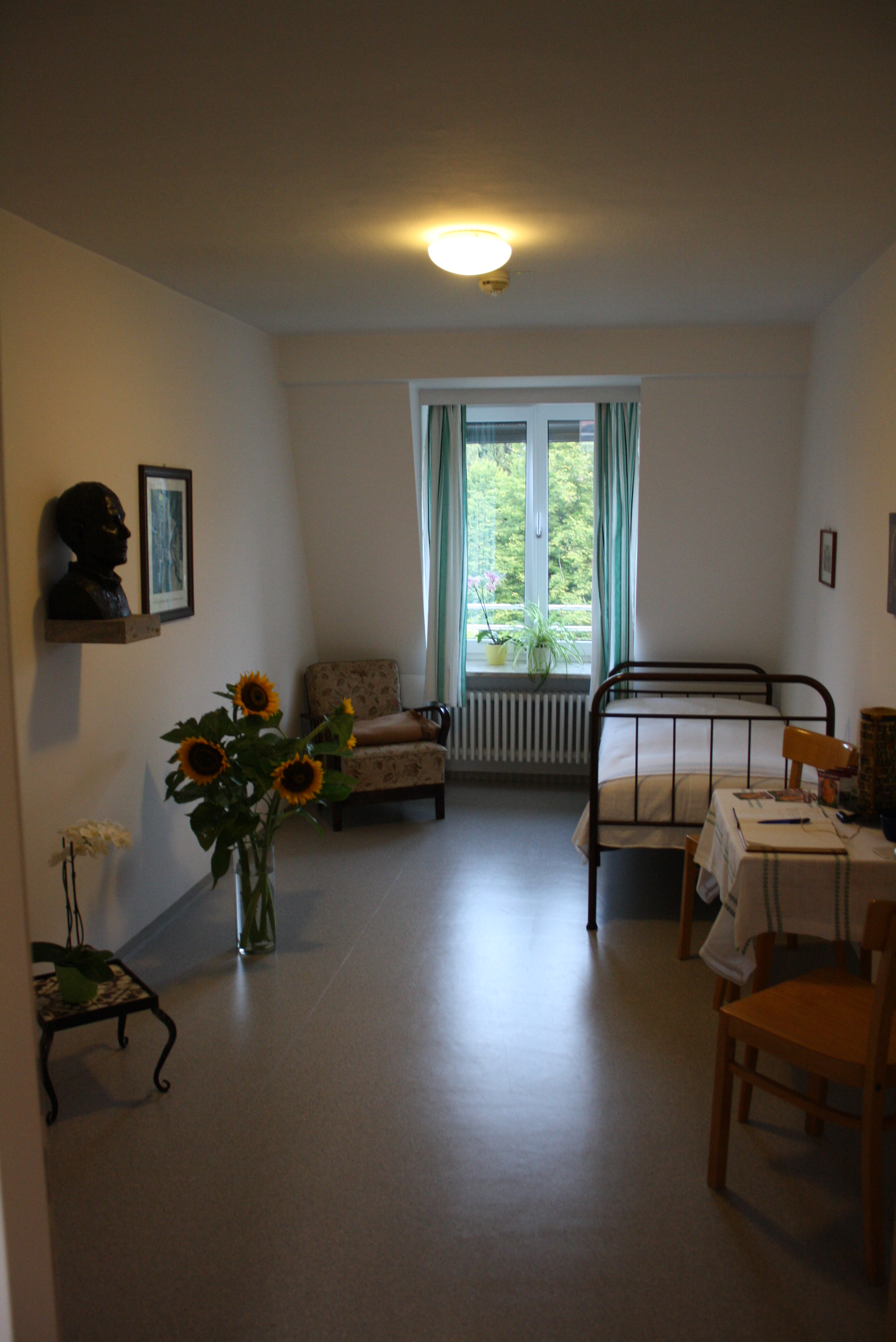
Das Sterbezimmer wird als Ort des Andenkens in Ehren gehalten

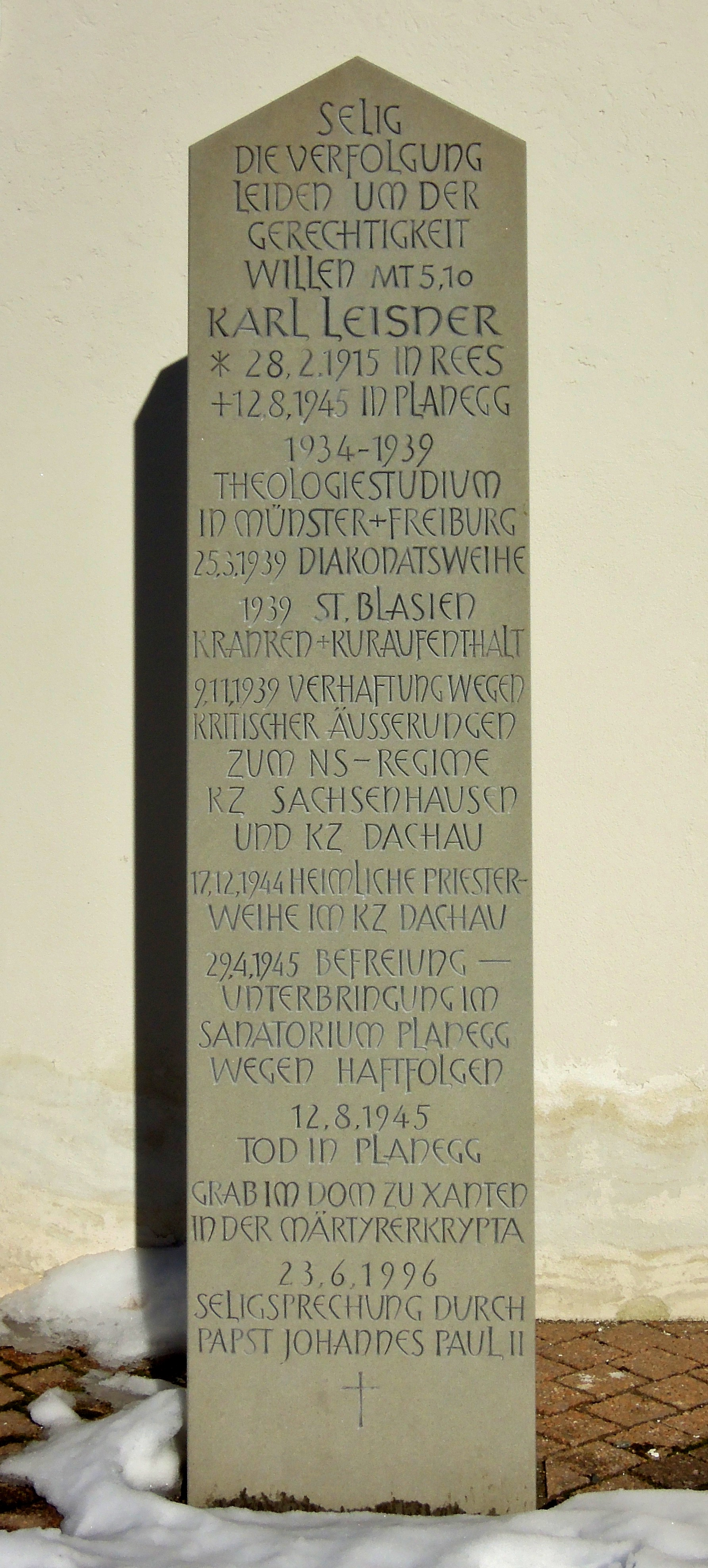
Inschrift an der Friedhofskapelle St. Blasien

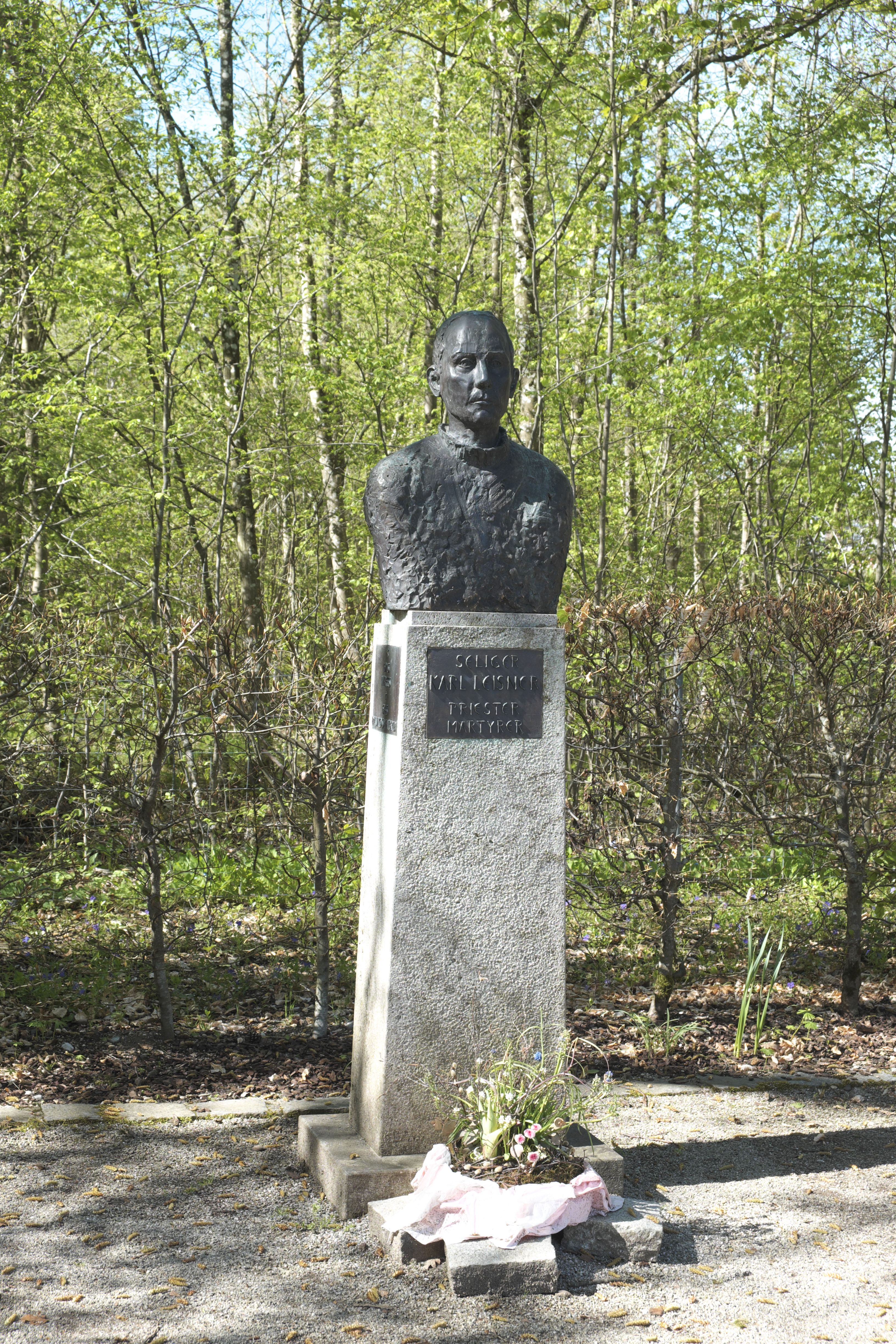
Denkmal für Karl Leisner in Krailing

Karl Leisner wurde am 23. Juni 1996 von Papst Johannes Paul II. in Berlin seliggesprochen. Sein Gedenktag ist der 12. August, sein Todestag. Das Bistum Münster berichtete am 25. April 2007, dass das Verfahren zur Heiligsprechung von Karl Leisner eröffnet wurde.
Die katholische Kirche hat Karl Leisner als Glaubenszeugen in das deutsche Martyrologium des 20. Jahrhunderts aufgenommen.
In Waldshut wurde am 12. August 1996 die ehemalige Marienkapelle in der Eschbacherstraße (erbaut 1930) durch den Bischof von Münster Reinhard Lettmann dem Seligen Karl Leisner geweiht.
Im Frühjahr 2005 stellte der Verkehrs- und Verschönerungsverein Rees vor dem Portal der Reeser Pfarrkirche St. Mariä Himmelfahrt eine Büste von Karl Leisner auf. Im Oktober 2011 wurde sie versetzt und beleuchtet. Anlässlich des 100. Geburtstages Leisners errichtete derselbe Verein am 22. Februar 2014 eine pultartige Skulptur nahe an Leisners Geburtshaus. Beide Skulpturen sind Werke des Bocholter Künstlers Jürgen Ebert.
Seit dem 13. Dezember 2014 erinnert in Kleve eine zweieinhalb Meter hohe Bronzestatue an Leisner. Sie steht, gestaltet von Bert Gerresheim, auf dem Vorplatz der Stiftskirche.
Die Deutsche Post AG brachte am 5. Februar 2015 ein 62-Eurocent-Sonderpostwertzeichen zum 100. Geburtstag Leisners heraus. Der Entwurf stammt von den Grafikern Daniela Haufe und Detlef Fiedler.

## Leisner und Schönstatt
Karl Leisner hatte als Jugendlicher die Schönstattbewegung kennengelernt und gehörte bis zum Ende seines Lebens einer Schönstattgruppe an, zu der auch der spätere Bischof von Münster, Heinrich Tenhumberg, zählte. Zeit seines Lebens blieben für Karl Leisner die wenigen, aber intensiven Zeiten der persönlichen Begegnung mit der Gottesmutter im Urheiligtum entscheidende Meilensteine auf seinem Berufungsweg. Christus, meine Leidenschaft – geführt von diesem Ideal, wirkte er in der diözesanen Jugendarbeit und kämpfte sich durch zu seiner Entscheidung zum zölibatären Leben als Priester. Im KZ Dachau gründete er zusammen mit Josef Fischer die erste Schönstattgruppe im Lager, die im Hungerjahr 1942 ihre Treffen beendete. Ab 1943 gehörte Karl Leisner zur Gruppe „Victor in vinculis Mariae“ und damit zum Kreis der Schönstätter um den Gründer Josef Kentenich. Aus diesem Ideal und dem Mitleben mit dieser Gruppe schöpfte Karl Leisner die Kraft, sein Schicksal, das neben den schwierigen KZ-Bedingungen von einer Lungen-Tuberkulose belastet war, als den Willen Gottes anzunehmen und schließlich sein Leben als Märtyrer hinzugeben.

## Film
- Ikarus-Film / Max Kronawitter: Karl Leisner. Christ aus Leidenschaft. DVD, München 2015.
- Ikarus-Film / Max Kronawitter: Das Wunder im KZ Dachau DVD, München 2015.

## Schriften
- Hans-Karl Seeger (Hrsg.): Karl Leisners letztes Tagebuch. 2. Auflage, 2007, ISBN 978-3-8367-0638-4.
- Hans-Karl Seeger, Gabriele Latzel (Hrsg.): Karl Leisner. Tagebücher und Briefe. Eine Lebens-Chronik. Kevelaer 2014, ISBN 978-3-7666-1881-8.